# 하드 SF
하드 SF는 과학적 사실이나 법칙에 무게를 두고 쓴 과학 소설을 말한다. 하드 SF에 대한 정의는 3가지가 있다.  1. 하드 SF가 되려면 되도록 현대과학과 상충하지 않아야 한다. 해당 작품이 쓰일 당시 일반적으로 널리 받아들여진 과학 이론들에 따라서 실제로 가능한 것들만 선별해서 내용이 전개되어야 한다고 주장한다. 하드SF란 현재의 과학지식과 아주 잘 부합하면서 어떤 새로운 현상을 집어넣어도 그럴듯하고 자기 일관성이 있으며 자의적인 해석으로 효과를 떨어뜨리지 않도록 수치나 범위의 적용에 엄격한 제한을 둔 과학소설이다. 여기서 플롯은 과학적 현상을 탐구하고, 그것을 응용하거나 문제로 풀어내기 위해 과학과 공학을 중점적으로 적용한다. - 평론가 와이스 버거
```
2. 아직 과학적으로 검증되지 않았어도 논리적 일관성만 있으면 하드 SF가 될 수 있다.
작가가 신이 아닌 이상 시대를 막론하고 하드한 과학소설로 인정받을 수 있는 작품을 쓴다는 보장은 없다. 중요한 것은 단지 현재의 과학기술로 불가능해 보인다는 이유만으로 가상의 이론이나 기술을 등장시키는 작품은 응당 하드 SF의 선반에서 내려놓아야 한다고 강박관념에 시달릴 필요는 없다는 사실이다. 이처럼 교조적이고 수동적인 입장보다는 과학소설로서 사고실험의 극한을 밀고 나가면서 심지어는 기존 이론들을 다시 써야 하지 않을지 헷갈릴 만큼 그럴듯해 보이는 가상의 이론을 전개할 수 있다면 그것은 단연 하드 SF로서의 분류될 만한 자격이 있다.
3. 다루는 대상이 자연이든 인간이든 진지하게 대하면 다 하드 SF 아닐까?
SF 연구가 리차드 트레이틀 자신이 제안하는 것으로, 하드 SF란 자연물과 그것으로 만든 기계류가 작가의 상상 세계에서 어떻게 행동하는지 다룬 것이라면, 소프트 SF는 인간들과 그들이 만든 사회가 가상의 세계에서 어떻게 행동하는지 다룬 것이다. 
```